# Fonda de Genieys
La Fonda de Genieys fue un establecimiento del Madrid del siglo xix, abierto antes de la guerra de la independencia como uno de los primeros restaurantes de la ciudad de estilo francés. 

## Ubicación y calidad
Instalada primitivamente en la esquina de calle de la Reina con la del Clavel (en un edificio denominado entonces como Palacio Masserano), más tarde pasó a la de Jacometrezo. Aparece descrita por Alcalá Galiano como «muy mediana en la cocina y nada brillante en lo concerniente al servicio»; a pesar de ello, a finales del siglo XIX era uno de los comedores más concurridos de Madrid. Lugar habitual de diversas reuniones liberales, Larra, en un artículo sobre las tascas de Madrid, la menciona como «templo del refinamiento gastronómico», aunque advierte que es muy cara.
Al parecer introdujo las croquetas en la cocina española, sirviendo durante sus comidas los asados ligeramente menos hechos (algo inusual en la cocina española de la época) y más sabrosos; sus chuletas a la «papillote» resultaban extrañas a comensales como Benito Pérez Galdós, que ridiculizaba este tipo de comida procedente de Francia.

## Selectos comensales
- El Ayuntamiento de Madrid ha colocado una placa en la calle del Clavel, número 3, con el siguiente texto: «Aquí estuvo durante la década de 1830 la fonda de Genieys, donde vivió el músico Gioachino Rossini cuando compuso su Stabat mater».[9]
- Además de los citados, Larra y Galdós,[10][3] otro visitante ilustre fue Manuel Bretón de los Herreros, que describe la posada en obras como El poeta y la beneficiada.[11]
- En Recuerdos del tiempo viejo, José Zorrilla recuerda haber sido invitado a la fonda poco después de darse a conocer públicamente tras leer unas poesías en el funeral de Larra, «La dirección dada á la calle de la Reina era á la fonda de Genyes, que era entonces lo que hoy Fornos y Lhardy; de donde yo deduje que mis nuevos amigos moraban o comían en ella habitualmente...».[12]
- El 1 de mayo de 1808, a la salida de la fonda, el capitán de Artillería Luis Daoíz y otros dos oficiales españoles se retaban a duelo con otros tantos oficiales franceses que habían proferido insultos contra la nación española.[13][5]
- Según la versión literaria de Rosa Chacel, en aquel comedor de la fonda de Genieys entró alguna vez Espronceda en busca de Teresa.[14]